# Zaidu Sanusi
Zaidu Sanusi (* 13. Juni 1997 in Lagos) ist ein nigerianischer Fußballspieler. Der linke Außenverteidiger steht seit 2020 beim portugiesischen Erstligisten FC Porto unter Vertrag und ist nigerianischer Nationalspieler.

## Karriere

### Verein
Der in Lagos, der größten Stadt Nigerias, geborene Zaidu Sanusi kam im Sommer 2016 aus seiner Heimat von Jega United nach Portugal zum Gil Vicente FC. Zur Saison 2016/17 wechselte er auf Leihbasis zum Drittligisten SC Mirandela, wo er schließlich insgesamt zwei Jahre verbrachte und in dieser Zeit 39 Ligaspiele absolvierte. Anfang August 2018 wechselte der linke Außenverteidiger letztlich permanent zum Verein aus dem Norden Portugals. In dieser Spielzeit 2018/19 kam er in 32 Ligaspielen zum Einsatz, in denen er drei Torerfolge verbuchen konnte.
Bereits während der Saison 2018/19, am 16. März 2019, wurde sein Wechsel zum Erstligisten CD Santa Clara bekanntgegeben, der am 1. Juli vollzogen wurde. Am 15. September 2019 (5. Spieltag) debütierte er beim 2:0-Heimsieg gegen den Moreirense FC in der höchsten portugiesischen Spielklasse, als er in der 79. Spielminute für João Lucas eingewechselt wurde. Spätestens ab November 2019 etablierte er sich als Stammspieler in der Abwehr der Açoreanos. Sein erstes Ligator gelang ihm am 14. Juli 2020 (32. Spieltag) beim 3:0-Heimsieg gegen Desportivo Aves. In dieser Spielzeit 2019/20 bestritt er 24 Ligaspiele, in denen er ein Tor erzielte und zwei weitere Treffer assistierte.
Am 31. August 2020 wechselte Sanusi zum Ligakonkurrenten FC Porto, wo er einen Fünfjahresvertrag unterzeichnete. Sein Debüt gab er am 19. September (1. Spieltag) beim 3:1-Heimsieg gegen Sporting Braga. 2020 und 2022 wurde er mit der Mannschaft portugiesischer Supercup-Sieger. In der Saison 2021/22 gewann er mit ihr die portugiesische Meisterschaft und den nationalen Pokal, 2022/23 erneut den Pokal.

### Nationalmannschaft
Am 9. Oktober 2020 debütierte er bei der 0:1-Testspielniederlage gegen Algerien in der nigerianischen Nationalmannschaft. 2022 nahm er mit der Mannschaft am Afrika-Cup teil und bestritt dort drei der vier Spiele, ehe die Mannschaft im Achtelfinale aus dem Turnier ausschied. Beim Afrika-Cup 2024 kam er in sechs Spielen zum Einsatz und konnte mit der Mannschaft bis ins Finale einziehen, unterlag dort jedoch der gastgebenden Elfenbeinküste.

## Erfolge
- Portugiesischer Meister: 2022
- Portugiesischer Pokalsieger: 2022, 2023
- Portugiesischer Ligapokalsieger: 2023
- Portugiesischer Supercup-Sieger: 2020, 2022